# Nick Pope
Nick Pope (19 settembre 1965) è un giornalista, saggista e ricercatore britannico impegnato nell'ambito dell'ufologia, che dopo aver servito per 25 anni nel Ministero della Difesa (MOD) del Regno Unito, ha scelto di divulgare all'opinione pubblica alcuni dettagli tecnologici ed eventi riservati, che coinvolgevano anche le forze armate britanniche e della NATO, riguardanti il fenomeno UFO, che erano stati esaminati dal suo dicastero.

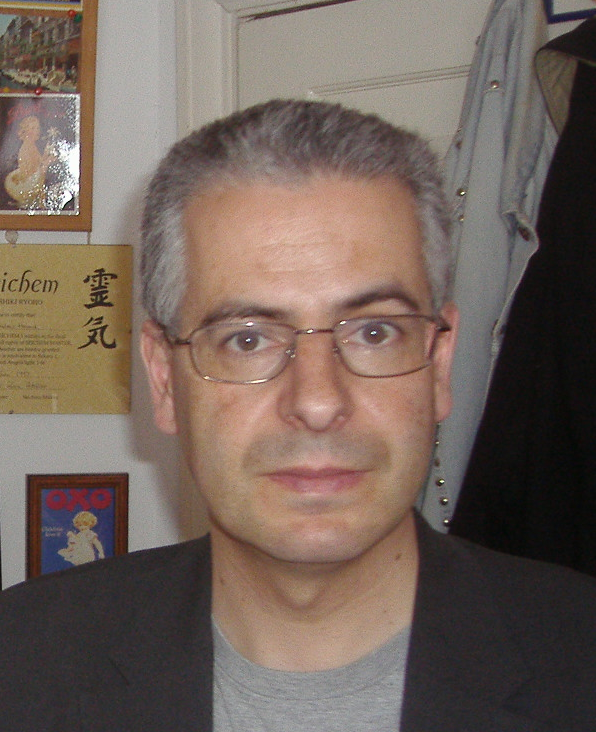
Nick Pope

Facendo parte del dipartimento noto allora come Sec(AS)2a (Secretariat of the Air Staff), Pope era a conoscenza di molte circostanze segrete riguardo aspetti tecnici e possibilità di rilevamento ottico, infrarosso, ultravioletto e radar di svariati velivoli militari, dal momento che è stato per quattro anni (1991-1994) il principale referente del ministero, col compito di ricevere rapporti, notizie di avvistamenti ed interpellanze dal pubblico in generale e di investigare e fornire notizie e spiegazioni alla stampa sulla fenomenologia UFO.

## Biografia
Durante il periodo in servizio al MOD, aveva il grado e la paga del "Senior Executive Officer", un grado intermedio nel Servizio civile del Regno Unito. È stato mandato in missione anche durante la guerra in Iraq e Afghanistan.
Ha occupato diversi incarichi in stazioni all'estero e ha ricoperto una serie di mansioni dentro il suddetto dipartimento, che includevano la presenza nel "Joint Operations Centre" durante la Guerra del Golfo. Qui aveva l'incarico di relatore (briefer) nella Air Force Operations Room.
Tra il 1991 e il 1994, venne assegnato alla divisione nota come "Secretariat (Air Staff)" e gli venne assegnato il posto di Sec(AS) 2a,
con l'incarico di gestire le attività non-operative della Royal Air Force d'oltremare e il nastro rosso per diplomatici impegnati in voli oltremare.
In aggiunta ai suoi incarichi principali gli venne assegnato l'incarico minore di documentare il fenomeno UFO,
creando in qualche modo la versione britannica del Progetto Blue Book statunitense (progetto allora concluso). Anche se la maggior parte dei casi potevano essere spiegati come errate identificazioni di oggetti e fenomeni noti, rimaneva un nucleo di osservazioni scarsamente spiegato.
Era il principale ufficiale incaricato dal Ministry of Defence per la ricerca e l'investigazione degli UFO, dei presunti casi di rapimento alieno, dei cerchi nel grano, della mutilazione del bestiame e di qualsiasi strano fenomeno vagamente imputabile all'azione di eventuali entità extraterrestri. Il suo coinvolgimento nello studio del fenomeno UFO all'interno del MOD porta alla sua auto-descrizione come il "Fox Mulder britannico" (con riferimento al famoso personaggio della serie televisiva The X Files).

### Sostenitore della presenza aliena
Dopo le molte perplessità destate dai casi esaminati, Nick Pope divenne un convinto sostenitore dell'esistenza di qualche caso inspiegabile di avvistamento UFO e cominciò a ritenere che gli UFO costituissero un grave problema in materia di difesa e di sicurezza della nazione.
Pope si è detto testimone di episodi nei quali presunti UFO vennero rilevati dai radar, fino al punto da ordinare lo "scramble" di caccia-intercettori da parte del comando della difesa aerea. Nei suoi libri segnala presunte mancate collisioni ("near-misses") tra gli UFO e aeromobili civili. Tutto questo lo ha indotto a credere nella possibile spiegazione extraterrestre per alcuni avvistamenti, come ad esempio nel caso del cosiddetto "Incidente di Cosford" la presenza di aeromobili alieni, extraterrestri o di una civiltà tecnologicamente più avanzata di quella umana.

### Dimissioni dal MOD
Dopo 21 anni di servizio (era nel Ministry of Defence sin dal 1985)

nel novembre 2006 ha rinunciato al suo incarico nel MOD, criticandolo e sostenendo che ormai la ricerca sugli X file governativi è stata chiusa ("'X-Files have been closed down.'")
 Anche se non lavora più per il governo, continua le sue ricerche e indagini in una struttura privata.
Nick Pope attualmente scrive sulla rubrica Weird World della webzine online Hot Gossip e ha redatto la prefazione del libro di Georgina Bruni riguardante l'incidente di Rendlesham, You Can't Tell the People.. Nel marzo del 2006 un articolo che esponeva il suo punto di vista sugli UFO apparve nella rivista "Focus", pubblicata dal Ministry of Defence, l'articolo aveva il titolo: The Official Who Wants to Believe (L'ufficiale che vuole credere).
Spesso compare nei media informativi, tra questi il programma notturno della BBC britannica Newsnight e sul programma Today della Radio-4 britannica. Ha tenuto conferenze in università, licei, musei, basi militari e nella Oxford Union.

## Opere di saggistica
Nel gennaio 2009 Nick Pope aveva scritto quattro libri e centinaia di articoli relativi all'ufologia. Tutti i suoi lavori scritti richiesero la liberatoria da parte del Ministry of Defence prima della pubblicazione; questa autorizzazione è necessaria ogni volta che un impiegato del MOD scrive un libro, ma non implica che il MOD difenda in un modo qualsiasi le ipotesi sostenute nei suoi lavori.
- (EN)  You Can't Tell the People: The Cover-up of Britain's Roswell (Prefazione) - ISBN 0-283-06358-0
- (EN)  A Covert Agenda: British Government's UFO Top Secrets Exposed (Introduzione) - ISBN 0-684-81937-6
- (EN)  Open Skies, Closed Minds (ISBN 0-440-23489-1) - first publication and official biography.
- (EN)  The Uninvited (ISBN 0-440-23487-5) - tratta delle abduction aliene.
- (EN)  Operation Thunder Child (ISBN 0-684-82442-6 oppure ISBN 0-671-01835-3)

I libri Operation Lightning Strike (ISBN 0-7432-0333-X)
Operation Thunder Child e Operation Lightning Strike sono romanzi di fantascienza basati sul suo lavoro governativo.
Nick Pope attualmente sta collaborando con Brigitte Grant nella stesura del libro - The Alien Within che narra le sue presunte esperienze di avvistamento di UFO e di abduction.

### Open Skies, Closed Minds
‘'Open Skies, Closed Minds'’ è la autobiografia ufficiale di Nick Pope. Il libro narra eventi classificabili nell'ambito dell'ufologia, ed esprime i punti di vista di Pope, nel suo ruolo di investigatore UFO inquadrato nel MOD britannico.
Fornisce un riassunto della fenomenologia UFO, dando risalto ai tre anni trascorsi da Nick Pope come responsabile dell'ufficio UFO del Ministry of Defence britannico. Esamina un buon numero di casi UFO ben conosciuti, che includono l'incidente di Roswell e quello della Rendlesham Forest Incident, come altri casi meno noti esaminati dal MOD. Pope affronta la questione delle politiche riguardo alla gestione, divulgazione o copertura del fenomeno UFO da parte del governo e dei militari.

## Televisione
L'ufologo è apparso in numerose produzioni TV riguardanti l'ufologia e nel 2007 apparve in una biografia televisiva ufficiale col titolo NICK POPE - The man who left the MOD (NICK POPE - L'uomo che abbandonò il MOD).
- Intervista concessa a Fox News Channel
- Attualmente collabora con Discovery Channel per una serie sulle "tecnologie impossibili".